# Parque Victoria (Brisbane)
Victoria Park é um parque antigo registado no número 454 da Gregory Terrace, Spring Hill & Herston, Cidade de Brisbane, Queensland, Austrália. Foi adicionada à Herança Registada de Queensland a 3 de Dezembro de 2007.

## História e descrição
O Parque Victoria cobre uma área de 27 hectares de terra com fronteira de Gregory Terrace, Bowen Bridge Road, Herston Road, Queensland University of Technology (Kelvin Grove Campus) e Victoria Park Road nos subúrbios de Spring Hill e Herston. Chamada devido ao reinado britânico da altura, Rainha Victoria, o parque foi fechado em 1875.
O Parque Victoria providencia instalações recreativas como campos de criquete, piscinas e campo de golfe (redesenhado com um novo clube em 1974). Também providencia estacionamento necessário às instalações durante a Exibição Anual de Brisbane (Ekka) exibida no Pavilhão de Exibições adjacente de Brisbane.

### Descoberta
Herston foi primeiro assente pelos Europeus em 1859 apesar da área estar a ser utilizada desde o início de 1820 para actividades industriais como fabricação de tijolos e serração de madeira. Isto resultou na desnudação da terra, na sujidade da água e da retirada de posse dos aborígenes locais. O Parque Victoria inicialmente tinha uma área de 130 hectares. A terra disposta para o parque foi lentamente encolhida conforme o passar dos anos. Os subúrbios como Herston, Bowen Hills e Spring Hill cresceram no parque, enquanto o desenvolvimento de casas, escolas, hospitais, campos de golfe e jardins foram permitidos a serem construídos no terreno do parque.
Durante meados de 1800, Brisbane encarou um fluxo de imigrantes devido ao esquemas de imigração do governo de Queensland. Como resultado, as área de York's Hollow (o nome anterior do Parque Victoria) providenciou um ponto para campos de vários imigrantes. A chegada do barco de imigrantes de John Dunmore Lang, Fortitude, em Brisbane no início de 1849, é reconhecido como um dos grandes eventos de referência da história de Queensland, e York's Hollow na origem da cidade teve um bom uso na sua acomodação. Segundo Moreton Bay Courier, 253 imigrantes foram autorizados a "formar uma vila temporária num declive correndo paralelamente às correntes e buracos de água na vizinhança de York's Hollow". Durante este tempo 'York's Hollow' incluiu a área de este do parque que é agora Brisbane Showgrounds em Bowen Hills. Muitos imigrantes recentes de Queensland em meados de 1800 ficou nestes campos temporários. Conforme Herston e as área abrangentes se tornaram um desenvolvimento urbano popular, estes campos foram considerados pouco saudáveis e os residentes "saíram". Vários projectos para embelezar o Parque Victoria foram feitos durante o fim do século 19. Isto incluía plantar avenidas de árvores.
Quando Queensland se tornou uma colónia separada em 1859 o Governo de Queensland fez um esforço considerável para providenciar terras recreativas para a pessoas de Brisbane, na altura e no futuro. Acreditava-se que a sociedade jovem iria beneficiar tendo espaços abertos incluídos na infraestrutura. Numa altura em que a indústria chocava muitas das grandes cidades na Grâ Bretanha e Europa, o Governo de Queensland não queria que o mesmo destino caísse sobre Brisbane. Termos como "pulmões da cidade" e "espaço para respirar" era usados para descrever os parques estabelecidos em Brisbane. Um Board of Trustees foi criado na altura para organizar o Parque Victoria; eles "dispendiosamente vestiram um códigode leis que eles próprios criaram, não apenas para protecção e bom governo do parque, mas também para as regras de criar recomeços de aproveitamento do parque". Este recomeço incluía arranjar o parque.

### Fim de 1800s
Parque Victoria fazia fronteira com Spring Hill, em Gregory Terrace, no lado sul do parque. Esta área é um dos mais antigos subúrbios de Brisbane, e o Parque Victoria foi visto como parte destes subúrbios. Spring Hill era casa de uma parte da sociedade de Brisbane, desde a pequenas famílias mais pobres até às mais prestigiadas e ricas sobre Parque Victoria em Gregory Terrace. No fim do século 19, Spring Hill era os subúrbios mais populares em Brisbane. O Parque Victoria providenciava um espaço aberto para os residentes de Spring Hill, alguns dos quais viviam em conjuntos e em pobres condições no cimo da colina. No período de 1870 a 1900, o Parque Victoria era a maior reserva aberta na área citadina.
Em 1877 a Queensland Rifle Association construiu um campo de tiro no canto nordeste do Parque Victoria. Este era usado tanto recreativamente como para treinos policiais e militares; o campo foi usado até 1883, quando foi fechado. Os militares, contudo, mantiveram uma presença no Parque Victoria, apesar de ser designado como "um parque público para recreio, conveniência, saúde e entretenimento dos habitantes da cidade de Brisbane".
A importância de uma extensa rede de caminhos de ferro ao longo de Brisbane e das área vizinhas contribuiu para o desenvolvimento de Queensland. O Parque Victoria teve um papel neste desenvolvimento como uma linha da estação de Roma Street para Sandgate a ser construída pelo parque em 1882. A linha foi mapeada ao longo da periferia da cidade e por Parque Victoria para minimizar os custos. Isto dividiu o parque em duas secções. Depois da linha ter atravessado o meio do parque (1882), o parque foi significativamente reduzido com o edifício do Hospital para Crianças Doentes em 1883. O hospital de crianças foi construído no lado de Herston do parque enquanto a colina se virava para norte. A terra do parque foi reduzida ao longo do tempo devido à provisão de instalações desportivas no sudeste do parque para a Escola de Gramática de Brisbane, Escola de Gramática de Raparigas de Brisbane e o Colégio St. Joseph, Gregory Terrace. No início de 1900 um sítio a nordeste do parque foi considerado para uma nova Casa Governamental; contudo, Fernberg em Rosalie foi arrendado com esse propósito e mais tarde comprado em 1910.

### Início de 1900
Em 1913, o Parque Victoria foi anfitrião de uma experiência científica com importância global levada pelo Departamento do Magnetismo Terrestre do Instituto  Carnegie de Washington. O objectivo da experiência era estudar o magnetismo da Terra, e a variação magnética do "verdadeiro" norte e norte "magnético" para ganhar mais precisão. O Instituto colocou pequenas estações em vários locais ao longo da Terra. A estação de Parque Victoria (uma pequena tenda) foi colocada numa inclinação entre o antigo Hospital de Crianças e o lado norte da existente paragem de autocarros. Um bloco de areia que denotava o local exacto onde a estação estava colocada, foi recuperada numa escavação arqueológica levada a cabo em 2001. Tinha a inscrição C.I.W. 1913.
A subestação nº 4 do concelho da cidade de Brisbane (BCC) para o fim da Ponte Bowen foi desenhada em 1928 durante o período de expansão em Brisbane. O edifício foi desenhado pelo arquitecto da cidade, Alfred Herbert Foster, e pode ser a subestação mais antiga ainda existente desenhada por ele. As subestações da BCC foram fornecidas de uma grande massa de energia das estações de energia da BCC e convertidas para uso dos consumidores. A introdução da electricidade em Brisbane foi um processo longo e complexo. O primeiro fornecimento público de electricidade foi do gerador Barton e White em Edison Lane para o Posto dos Correios em 1888. A situação foi confusa pelo facto de que entre a área metropolitana de Brisbane existiam 14 esquadras separadas e vários fornecedores. Entre 1904 e 1925 um número de racionalizações ajudou a reduzir a complexidade e com o estabelecimento em 1925 do Concelho da Cidade de Brisbane uma autoridade pública singular foi criada o que poderia planear o fornecimento de serviços eléctricos para toda a cidade. Desde 1925 houve uma expansão rápida no fornecimento de infraestruturas pela BCC para o entrega de electricidade ao longo de Brisbane.
O parque foi novamente reduzido pela construção do Clube de Golfe do Parque Victoria. Nos anos 90, os campos municipais de golfe foram estabelecidos ao longo da Austrália e em 1922 a Associação de Golfe de Queensland foi estabelecida em Parque Victoria. Em 1926, a proposta foi aceite. A oportunidade veio depois de secção do Parque Victoria, reservada como local para a Universidade de Queensland, deixar de ser necessário por a universidade ter adquirido o seu próprio local em St Lucia a partir de uma doação generosa de £63,000 para 81 hectares por James e Emelia Mayne. O décimo oitavo campo de golfe foi colocado sobre a supervisão de Stan Francis, que era um golfista fervoroso. Foi construído durante a Depressão pelos empregados na Intermittent Relief Scheme. O Campo de Golfe do Parque Victoria foi aberto em 1931. O primeiro Clube de Golfe do Parque Victoria foi desenhado no estilo de Missão Espanhola por Alfred Herbert Foster e foi construído em 1931; está agora listado como Herança de Queensland.

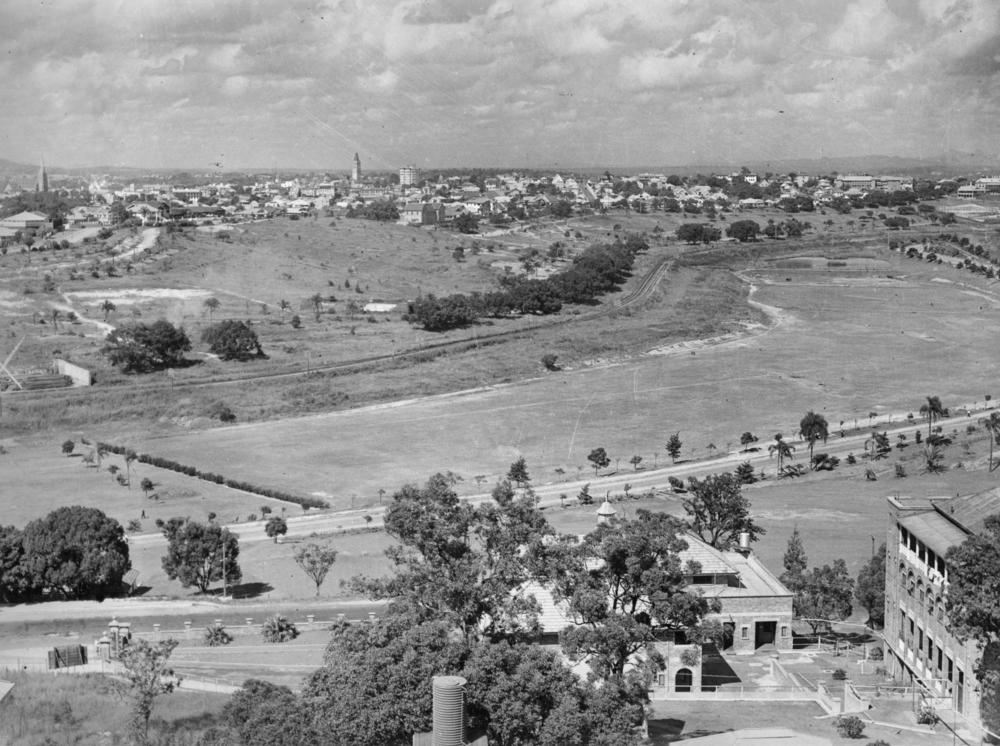
Vista de Herston para a Baixa de Brisbane ao longo do Parque Victoria, olhando para sul, em 1936.

Outro trabalho foi feito durante a Depressão por pessoas desempregadas incluindo construção de paisagens e reclamações, notavelmente a Avenida Gilchrist construída em 1931. A Avenida causou alguns ajustamentos no local do campo de golfe. Foi alinhado com Silky Oak e árvores Poinciana como parte do embelezamento do parque na altura. Escoamentos na parte mais baixa do parque foi melhorada e um lago existente desenvolveu-se como uma característica ornamental do parque. Em 1936, a entrada no canto da Bowen Bridge Road e Gregory Terrace foi melhorada com cais de pedra construídas de Brisbane Tuff.

### Segunda Guerra Mundial e depois
Durante a Segunda Guerra Mundial, um número de edifícios militares de fibrolite foram construídos em vários pontos do Parque Victoria pelas forças dos Estados Unidos da América. Depois do início da Guerra no Pacífico em 1941, Brisbane foi transformada num local de intensa actividade militar com centenas de tropas americanas instaladas aí antes de embarcar para combater as forças japonesas no Pacífico. Enquanto a maior parte das acomodações eram tendas de lona, um número de cabanas eram construídas no sul da Estrada de Herston e Gregory Terrace. Depois da guerra até 1947 muitas dessas cabanas foram usadas para alojar noivas de guerra australianas (mulheres australianas que casaram com soldados americanos). Depois dessas mulheres casarem com um americano tornavam-se sem cidadania, perdendo a sua cidadania australiana mas sem possibilidades de ter uma cidadania americana ou direitos legais que necessitavam de anos de residência nos Estados Unidos. Isto deixou muitas mulheres em posições muito difíceis.

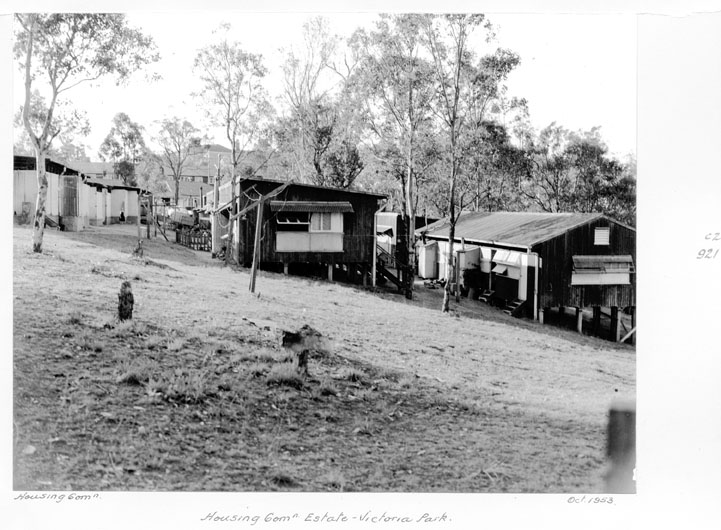
Estado Comissionável de Habitação, Parque Victoria, Outubro de 1953.

O processo de reconstrução pós-guerra anunciou uma era de grande crescimento populacional em Queensland, levando a uma série falta de casas. As casas temporárias tornaram-se uma necessidade. A Comissão Estadual de Imobiliário de Queensland deu uso às estruturas militares no Parque Victoria; tornou-se o segundo maior local com casas temporárias em Brisbane. Cada cabana tinha várias famílias. Em 1950, o Parque Victoria era o lar temporário de 460 famílias (normalmente não mais de 3 anos). Acreditava-se que mais de 100,000 habitantes de Queensland viveram numa casa temporária entre 1946 e 1960; isto demonstra a importância deste período na história do Parque Victoria, assim como na história social de Queensland. Os campos de casas temporárias no Parque Victoria fechou em 1960. A Universidade de Queensland comprou vários dos edifícios militares imediatamente após a guerra. Estes foram depois usados pela Escola de Medicina para os departamentos de anatomia e fisioterapia antes da sua mudança permanente para St. Lucia em 1961 e 1972. O Instituto de Pesquisa Médica de Queensland também comprou um edifício militar. Estes edifícios foram todos vagados em 1977, e consequentemente demolidos.
Nos anos 50 um intenso programa de florestamento foi iniciado para as encostas e barrancos do campo de golfe; plantas, arbustos e árvores foram plantadas para delimitar os caminhos. Harry Oakman, o supervisor dos Parques e Jardins, foi o arquitecto paisagista proeminente deste projecto.
Harry Oakman foi um dos pioneiros na arquitectura paisagista na Austrália. Em 1945 começou um compromisso de 17 anos com o Concelho da cidade de Brisbane como supervisor dos Parques e Jardins e tornou-se o Director dos Parques. Ele estava encarregue de transformar muitos dos parques de Brisbane que foram estragados pelo uso militar durante a Segunda Guerra Mundial, incluindo o Parque Victoria. Oakman foi reconhecido como Membro dos Institutos de Arquitectos Paisagistas do Reino Unidos e da Austrália e do Royal Australian Institute of Parks and Recreation.

### Centenário
Em 1959, Queensland celebrou o seu centenário (100 anos desde que Queensland foi declarada uma colónia independente (estado) do New South Wales com o seu próprio governo local). O Parque Victoria teve um grande papel nestas celebrações em Brisbane. O Complexo de Piscinas Centenário foi construído neste ano pelo Concelho da Cidade de Brisbane como sua principal contribuição. A piscina foi colocada no canto a sudeste do Parque Victoria fazendo fronteira com Gregory Terrace. O complexo foi desenhado para caber na encosta sob o Parque Victoria e  foi desenhado pelo arquitecto James Birrell. O design inicial do complexo incluía uma rampa de entrada desenhada por Oakman.
Outro gesto comemorativo foi feito em Parque Victoria com a plantação de 1000 eucaliptos no sudeste do parque. Chamada de "O Memorial Gundoo", esta área de plantação foi consumada pelos estudantes de Escola de Gramática de Raparigas de Brisbane como contribuição para as celebrações. Estas árvores foram fornecidas pelo Departamento de Florestação e havia 9 variedades de eucaliptos. Esta área do Parque Victoria precisava de embelezamento por ter sido anteriormente, local dos edifícios temporários, recentemente demolidos. Numa nota de Harry Oakman ele disse "esta plantação de árvores ao longo dos caminhos neste parque vai dar uma forma única à cidade de Brisbane, particularmente se as árvores escolhidas forem eucaliptos". Ele acreditava que o conjunto de eucaliptos teriam vantagens como baixo custo e pouca manutenção e ainda era atractivo e dava forma.

### História recente
Em 1968, o Departamento da Electricidade, adquiriu terras no sudeste do parque e construiu escritórios atrás da subestação. Também compraram um grande edifício de lojas anteriormente usado pelo Departamento de Caminhos de Ferro de Queensland no mesmo canto do parque.
Em 1988, a área do lago no Parque Victoria foi oficialmente chamada de 'York's Hollow'.
A Inner City Bypass foi completada em 2003. Providencia um acesso directo de Kingsford-Smith Drive até Hamilton por Hale Street em Paddington e a partir daí para South East Freeway. Esse atalho é paralelo linha de comboio que vai ao longo do Parque Victoria. É outro exemplo da invasão à terra do Parque Victoria. O atalho foi criado para reduzir o trânsito no distrito central empresarial de Brisbane e em Fortitude Valley.

## Descrição
O Parque Victoria ocupa uma terra ondular, facilmente inclinada na cadeia montanhosa de Gregory Terrace ao longo da linha do caminho de ferro, ao norte de Gilchrist Avenue. As montanhas oferecem vistas panorâmicas do Antigo Museu, RNA Showgrounds (Local de Exibições de Brisbane), Hospital de Brisbane, Universidade de Medicina de Queensland, Campo de Golfe de Parque Victoria, Red Hill, Mt Coot-tha e ao longo do Brisbane CBD e por aí em diante.
Um par de colunas Brisbane Tuff estão em portões à entrada da Ponte Bowen. As colunas têm bases de pedra e parte superior de pedestal com caras de pedra nos cantos. Lâmpadas de metal decorativas estão penduradas nas colunas.
O Parque tem grandes espaços relvados abertos e plantados com figos maduros, eucaliptos, árvores de sombra, árvores ornamentais, palmeiras e locais para plantar. O Memorial Gundoo de eucaliptos fica no lado sudeste do parque.
Um pavilhão de tijolo, vermelho com garagens, antiga estação nº 4 BCC, encontra-se no canto de Gregory Terrace e Bowen Bridge Road em oposição ao Antigo Museu. A Subestação está no canto num ângulo complementando a Ponte de Bowen de uma forma mais proeminente ao Antigo Museu ao longo da parte nordeste da Ponte de Bowen.
O edifício da Subestação é rectangular no plano com uma estrutura de madeira do quadril em telhado de azulejo, atrás de um conjunto de tijolos no parapeito com uma cornija moldada. As elevações são caracterizadas por aberturas em arco, acentuadas com pedras e lintéis. A elevação frontal é simétrica sobre uma entrada central projectada com um alpendre no qual existe uma crista decorativa com as letras BCC num corredor arqueado. Os compartimentos finais da elevação frontal são cobertas por telhados virados para o parapeito. As elevações laterais têm parapeitos com telhados centrais. Um número de pequenas placas de metal estão inseridas na parte mais baixa da elevação frontal, no topo da escadaria de cimento frontal e à frente da cerca de pedra. 
Uma parede aleatória de silhar de Brisbane Tuff vai desde a frente da Subestação do canto de Gregory Terrace e à volta até à Ponte Bowen terminando num cais alto. Uma pequena passagem com escadas flanqueada por pequenas colunas ao longo da parede define uma entrada da Ponte de Bowen.
Os caminhos de ferro e o caminho secundário da cidade ao longo do parque do sudoeste para o nordeste divide o parque em duas secções. Esta divisão é de aproximadamente 150 metros ao longo do parque. A secção norte do parque contém vários locais de churrasco e áreas de piquenique e parques de jogos. Gilchrist Avenue tem um beco sem saída. Uma ponte de madeira e ferro foi construída sobre o lago desde o fim da Gilchrist Avenue por cima dos lagos. O lago contém nenúfares e ervas altas. No fim este do lago existe uma estátua de bronze.

## Lista de património
O Parque Victoria foi listado no Registo de Património de Queensland a 3 de Dezembro de 2007 satisfazendo os seguintes critérios:
- O local é importante em demonstrar a evolução ou padrão da história de Queensland. O Parque Victoria é representativo de fases importantes da história de Queensland. Foi o local de um campo de imigração no meio do século 19. Foi importante durante os anos da Depressão como local para muitos esquemas de trabalho governamental. Foi o local de acomodação de noivas de guerra depois da Segunda Guerra Mundial e também providenciou acomodação temporária para soldados regressados da guerra e para as suas famílias[1]. O Parque Victoria foi local de uma importante experiência científica em 1913. A experiência do Magnetismo Terrestre foi levada a cabo mundialmente pelo prestigiado Departamento de Magnetismo Terrestre da Instituição Carnegie de Washington para medir o magnetismo da terra.[1]
- O local demonstra aspectos raros, pouco comuns ou em perigo da cultura de Queensland. O Parque Victoria contém a Subestação nº 4 da Cidade de Brisbane, possivelmente a mais antiga sobrevivente e inalterada subestação desenhada pelo arquitecto A.H. Foster em 1928. Esta subestação demonstra a forma como a arquitectura contribuiu para o design urbano neste período, onde eram construídos edifícios robustos, práticos e atractivos numa escala doméstica. É representativo do período em que a electricidade foi introduzida em Brisbane e é um bom exemplo do seu tipo.[1]
- O local é importante em demonstrar as principais características de uma classe particular de locais culturais. O parque é um exemplo dos trabalhos de Harry Oakman, Director de Parques do Condado de Brisbane (1948-1963) que foi o primeiro arquitecto paisagista licenciado a ser empregado por um governo em Queensland.[1]
- O local é importante pela sua significância estética. O Parque Victoria é significante pelo seu valor estético. É uma área de paisagem oferecendo vistas panorâmicas em todas as direcções. O parque tem áreas relvadas abertas e está plantada com figueiras, árvores, palmeiras e espaços de cultivo. O memorial Gundoo de eucaliptos fica no sudeste do parque.[1]
- O local tem uma forte ou especial associação com uma comunidade em particular ou grupo cultural por razões sociais, culturais ou espirituais. O parque é uma reserva recreativa para desportos organizados e informais. Contém muitas instalações desportivas como parques de críquete, campos de ténis, campos de golfe, ciclo vias e piscina.[1]

### Attribuição
Este artigo da Wikipedia foi originalmente baseado na "The Queensland heritage register" publicado pelo Estado de Queensland sob a licença CC-BY 3.0 AU (acedida a 7 de Julho de 2014, arquivada em 8 de Osutubro de 2014). As coordenadas geográficas foram originalmente registadas do "Queensland heritage register boundaries" publicado pelo Estado de Queensland sob a licença CC-BY 3.0 AU (acedida a 5 de Setembro de 2014, arquivada a 15 de Outubro de 2014).

## Outras leituras
- Saunders, Annette; University of Queensland. Applied History Centre (1999), Housing the people : Victoria Park camps 1945 to 1960, Applied History Centre, Dept. of History, University of Queensland, ISBN 978-1-86499-110-9